# Federació Catalana d'Espeleologia
La Federació Catalana d'Espeleologia és l'organisme rector de la gestió, promoció i coordinació de l'espeleologia i de descens de canyons i engorjats, espeleobusseig i competició en tècniques de progressió vertical a Catalunya. Forma part de la Unió de Federacions Esportives de Catalunya.

## Història
Fou fundada l'any 1982, tot i que l'activitat de l'espeleologia a Catalunya tenia ja una llarga història que es remuntava a l'any 1897. La gran expansió de l'espeleologia a Catalunya es va produir després de la Guerra Civil. L'abril de 1948 va néixer el Grup d'Excursions Subterrànies (GES) del Club Muntanyenc Barcelonès, el primer dedicat a aquesta activitat que hi va haver a Espanya. Durant els anys cinquanta en van anar sorgint molts més, entre aquests l'Equip de Recerques Espeleològiques (ERE) de l'Agrupació Excusionista de Catalunya (segon club més antic de Catalunya 1952), i es va fer palesa la necessitat de regular aquesta activitat. Així l'any 1954 es va crear la Comissió Tècnica d'Exploracions Subterrànies de la delegació Catalana de la Federació Espanyola de Muntanyisme que va organitzar el Primer Campament d'Espeleòlegs de Catalunya el 1966.
Durant anys, l'espeleologia va ser una activitat esportiva vinculada a l'ens federatiu dels esports de muntanya, fins a la seva constitució com a federació pròpia l'any 1982. Des de la seva fundació ha organitzat activitats molt diverses, com ara el IX Congrés Internacional d'Espeleologia el 1986, el VII Congrés Estatal d'Espeleologia el 1997, el 1r Congrés Català d'Espeleologia a Esplugues de Llobregat el 2004, l'exposició permanent sobre espeleologia al Museu Olímpic i de l'Esport Joan Antoni Samaranch el 2007 i la creació del Centre de Tecnificació i Ensenyament de l'Espeleologia Catalana a Vallirana el 2010. El 1988 va crear el Premi Norbert Font i Sagué i des del 2004 compta amb a la instal·lació de l'exposició permanent al Centre de Documentació i Activitats Espeleològiques a Olesa de Bonesvalls i amb l'Escola Catalana d'Espeleologia, dedicada a la formació docent d'espeleòlegs que es volen formar com a instructors, amb cursos de perfeccionament tècnic i seminaris monogràfics de les diferents branques de l'espeleologia.
S'encarrega de la promoció, organització i coordinació de l'espeleologia en les seves diferents disciplines: espeleologia, descens de canyons i engorjats, espeleobusseig i competició en tècniques de progressió vertical. A més té les seccions d'ecologia i protecció del medi ambient (bioespeleologia) i la d'arqueologia i paleontologia, i compta amb un grup de voluntaris d'espeleosocors i amb un arxiu de topografia espeleològica de Catalunya. Edita diferents volums relacionats amb l'espeleologia i des del 2003 la revista EspeleoCat.

## Presidents

### Pau Pérez de Pedro(1979-1981)
Va ser el primer president de la Federació Catalana d'Espeleologia quan el Comitè Català d'Espeleologia, que presidia des de 1975, es va independitzar a finals de desembre de 1979 de la Federació d'Entitats Excursionistes de Catalunya, de la qual depenia, i es va constituir com a Secció Catalana d'Espeleologia a l'espera del seu reconeixement com a federació. Havia estat president de la Secció d'Investigacions i Recerques Espeleològiques (SIRE) del Club Excursionista Gràcia, va deixar el càrrec el 1981 per ser president de la primera Federació Espanyola fins al 1992.

### Salvador Vives Jorba (1981-1986)
Practicant de l'espeleologia des dels dinou anys en el grup d'excursions del Centre Social Catòlic de Terrassa, el 1970 va entrar com a monitor a la Secció d'Investigacions Subterrànies (SIS) del Centre Excursionista de Terrassa, de la qual va ser president entre 1972 al 1975. De 1977 a 1979 va ser membre del Grup d'Espeleosocors i de 1977 a 1981, responsable de Docència de l'Escola Catalana d'Espeleologia, càrrec que el va portar a la presidència de la federació. Durant el seu mandat, el 1982 la federació va obtenir el reconeixement oficial part de la Direcció General de l'Esport. A part de la seva tasca esportiva i directiva, ha publicat treballs en llibres i revistes especialitzades en espeleologia, ha participat en diversos simposis i congressos i a partir de 1992 es va convertir en el representant de la federació a la Comissió Consultiva del Parc Natural de Sant Llorenç del Munt i l'Obac.

### Josep Manuel Miñarro Urrestarazu (1986-1992)
Iniciat com a espeleòleg l'any 1964, va començar a practicar l'espeleologia a la Secció d'Investigació i Recuperacions Espeleològiques de la Unió Excursionista de Catalunya de Sants, secció que va presidir entre 1969 i 1970, i el 1972 es va integrar a la Secció d'Investigacions Espeleològiques del Centre Excursionista Àliga, convertint-se en el seu president en dues ocasions del 1974 al 1977 i del 1985 al 1987. Va ser un dels membres de l'assemblea constituent de la federació l'any 1979, va ser-ne el vicepresident entre 1981 i 1986, i el 9 de novembre i el 1986 va ser elegit president. Després de ser reelegit el 1990, el 1992 va dimitir a mig mandat per motius professionals. Coautor de set volums del Catàleg Espeleològic de Catalunya (1978-83), el 1981 també havia format part de l'assemblea constitutiva de la Federació Espanyola d'Espeleologia, de la qual va ser vocal de publicacions entre 1994 i 1999, i es va convertir en el fundador i primer director de la revista Subterránea. També va ser l'autor del llibre Cent anys d'espeleologia a Catalunya el 2000 i un dels administradors del web Espeleoindex, el primer catàleg de cavitats subterrànies de Catalunya accessible des d'Internet. Des del 2005 és membre de l'Equip de Recerques Espeleològiques del Centre Excursionista de Catalunya.

### Francesc Rubinat Aumedes (1992)
Va entrar a la federació com a bibliotecari en la primera junta directiva i va ser vicepresident en la presidència de Josep Manuel Miñarro, es va convertir en el seu president interí durant tres mesos, de setembre a desembre de l'any 1992, després de la dimissió d'aquell. Autor de nombroses recerques en tots els massissos catalans des dels anys setanta fins a l'actualitat, sobre les quals ha publicat una extensa bibliografia, va ser membre del Grup Espeleològic del Foment Martinenc, del Centre Espeleològic Cervelló, de la Secció d'Investigacions Espeleològiques del Centre Excursionista Àliga de Barcelona i des del 2005 de l'Equip de Recerques Espeleològiques del Centre Excursionista de Catalunya. Entre els anys 1996 i 2008 també va formar part, com a vocal d'expedicions, de la junta directiva de la Federació Espanyola d'Espeleologia, el mes de maig del 2008 va ser elegit membre de la comissió delegada en representació dels esportistes. Juntament amb Josep Manuel Miñarro, també és un dels administradors del web Espeleoindex, el primer catàleg de cavitats subterrànies de Catalunya accessible des d'Internet

### Francesc Xavier López Mateo (1992-1996)
Va entrar en el món de l'espeleologia per mitjà d'un curset d'iniciació que va fer a l'Equip de Recerques Espeleològiques del Centre Excursionista de Catalunya a mitjan anys vuitanta, i ja es va quedar en aquesta secció del club, amb la qual va participar en nombroses exploracions i recerques i de la qual va ser tresorer i delegat en la junta directiva de l'entitat. Va entrar a la Junta Directiva de la federació com a vocal d'ecologia i conservació de cavitats. També va ser membre del Centre de Protecció de les Cavernes i Entorn (CPCE) òrgan consultiu de la federació en qüestió de medi ambient.

### Albert Vergés Teixidó (1996-1999)
Va iniciar-se en l'espeleologia de manera autodidacta i va profunditzar els seus coneixements en un curset d'iniciació a l'Equip de Recerques Espeleològiques del Centre Excursionista de Catalunya l'any 1986, i va ser un membre molt actiu. L'any 1987 Va participar en l'exploració de l'avenc Camí de l'Ara, que després va formar part del sistema Arañonera, i va formar part de l'equip que va aconseguir la connexió. Va explorar moltes de les grans cavitats de Catalunya i Espanya, incloses diverses travesses integrals i grans avencs i de Cantabria i Navarra.. Va ser membre del Centre de Protecció de les Cavernes i Entorn (CPCE) que pertanyia al Grup Espeleològic Pedraforca. El 1991 va entrar a la federació com a vocal d'expedicions i va ocupar la vicepresidència entre 1992 i 1996. Durant el seu mandat va coordinar els actes de celebració del centenari de l'espeleologia catalana i l'organització del 7è Congrés Espanyol d'Espeleologia celebrat a Sant Esteve Sesrovires. Dins dels actes del centenari va ser un dels impulsors de l'Expedició Espeleològica Catalana a Hondures, que va batre el rècord del món de profunditat en terrenys de conglomerat. Des de finals de 1998 fins al 2000 també va ser vicepresident primer de la Federació Espanyola.

### Hilari Moreno Castelló(1999-2016)
Nomenat president i representant de totes les SIRE de Catalunya de Catalunya, a finals de 1977 va ser elegit secretari general del Comitè Catalanobalear d'Espeleologia, que depenia de la Federació d'Entitats Excursionistes de Catalunya, i el mateix any, va entrar a formar part del Grup d'Espeleologia de l'Hospitalet de Llobregat (Espeleogrup). El 1995 va ser nomenat secretari general de la federació i dos anys després va accedir a la vicepresidència, i el 1999 va ser elegit president. El 2008 també va entrar a la Federació Espanyola com a vicepresident. Durant el seu mandat, impulsà la revista especialitzada EspeleoCat el 2003, l'edició del llibre Cent anys d'Espeleologia a Catalunya el 2000, i presidí el I Congrés Català d'Espeleologia el 2004. Ha creat noves seccions dins de la federació com la d'Ecologia i Conservació de Cavitats l'any 2000, i la d'Arqueologia i Paleontologia el 2004, a més va ser l'impulsor a Catalunya de la competició de tècniques de progressió vertical el 2005.

### Lluís Domingo Milà (2016-)
S'inicia en l'espeleologia al 1989 de la mà de la SIE del C.E. Àliga de Barcelona i participa en les campanyes d'exploració a la Cova Cuberes. També a Punta las Olas (Mont Perdut) i a Bernera (Pirineus d'Osca). A mitjans dels 90 funda la Secció Espeleologia Poble Sec del Foment Excursionista de Barcelona dirigint les campanyes d'exploració als Cuns d'Aulà (Pallars Sobirà) i a Cantabria a Liébana. Entrà com a monitor a l'Escola Catalana d'Espeleologia de la Federació al 1996, essent el responsable del departament de ciències fins al 2005. Participa activament de l'escola implantant les formacions del Tècnic Esportiu en Espeleologia. Als anys 10 participa en l'edició de guies de canyons i cavitats de Catalunya i en l'organització de les trobades d'espeleologia i canyons (speleocanyons). Al 2016 guanya les eleccions de la federació on per primera vegada concorren dues candidatures.